# Murcia polaris
Murcia polaris är en kvalsterart som först beskrevs av Hammer 1953.  Murcia polaris ingår i släktet Murcia och familjen Ceratozetidae. Inga underarter finns listade i Catalogue of Life.